# 간 수온
간 수온(康 すおん, 1959년 7월 24일~)은 일본의 배우이다. 오사카부 출신의 재일 한국인 3세이다.